# Serart
Serart es un álbum de estudio realizado por Serj Tankian y Arto Tunçboyacıyan bajo el nombre de Serart (cuyo nombre proviene de Serj y Arto). Fue publicado el 6 de mayo de 2003, siendo el primer lanzamiento del sello propio de Tankian, Serjical Strike Records.
Los dos músicos se conocían desde la época de System of a Down, y pronto empezaron a componer música juntos (como la pista oculta «Arto» del álbum Toxicity).

## Lista de canciones
| N.º | Título                                 | Escritor(es)                   | Duración |  |
| 1.  | «Intro»                                | Serj Tankian                   | 0:38     |  |
| 2.  | «Cinema»                               | Serj Tankian                   | 3:59     |  |
| 3.  | «Devil's Wedding»                      | Arto Tunçboyacıyan             | 4:08     |  |
| 4.  | «The Walking Xperiment»                | Serj Tankian                   | 3:33     |  |
| 5.  | «Black Melon»                          | Arto Tunçboyacıyan             | 3:36     |  |
| 6.  | «Metal Shock»                          | Arto Tunçboyacıyan             | 0:31     |  |
| 7.  | «Save the Blonde»                      | Serj Tankian                   | 3:14     |  |
| 8.  | «Love Is the Peace»                    | Arto Tunçboyacıyan             | 2:32     |  |
| 9.  | «Leave Melody Counting Fear»           | Serj Tankian                   | 3:45     |  |
| 10. | «Gee-Tar»                              | Serj Tankian                   | 1:11     |  |
| 11. | «Claustrophobia»                       | Serj Tankian                   | 1:36     |  |
| 12. | «Narina»                               | Arto Tunçboyacıyan, Jenna Ross | 5:31     |  |
| 13. | «Zumba»                                | Arto Tunçboyacıyan             | 0:53     |  |
| 14. | «Facing the Plastic»                   | Serj Tankian                   | 3:46     |  |
| 15. | «If You Can Catch Me»                  | Arto Tunçboyacıyan             | 1:03     |  |
| 16. | «I Don't Want to Go Back Empty-Handed» | Arto Tunçboyacıyan             | 4:08     |  |

| Bonus Tracks de la edición Deluxe |                                                       |                                |          |  |
| N.º                               | Título                                                | Escritor(es)                   | Duración |  |
| 17.                               | «Facing the Plastic» (Mindless Self Indulgence Remix) | Serj Tankian, James Euringer   | 3:56     |  |
| 18.                               | «Narina» (Bill Laswell Remix - Radio Edit)            | Arto Tunçboyacıyan, Jenna Ross | 3:50     |  |

## Personal
- Serj Tankian: guitarras, voz, cítaras, programaciones de batería y bajo.
- Arto Tunçboyacıyan: instrumentación de Armenia, percusiones y voz.
- Shavo Odadjian: bajo en «Narina».
- Producción: Serj Tankian y Arto Tunçboyaciyan.

- Datos: Q1954746